# Augustin Sehnal
Augustin Sehnal (4. prosince 1868 Babice nad Svitavou – 27. září 1920 Brno) byl český politik, za Rakouska-Uherska na počátku 20. století poslanec Říšské rady.

## Biografie
Patřil mezi přední politiky České strany národně sociální na Moravě. Moravská organizace této strany nebyla ovšem příliš silná a byla navíc zmítána vnitřními spory. Sehnal vedl spor s Rostislavem Františkem Reichstädterem ohledně vztahů národních sociálů k Lidové straně na Moravě (moravská odnož mladočechů).
Na počátku století se zapojil i do celostátní politiky. Ve volbách do Říšské rady roku 1901 získal mandát na Říšské radě za všeobecnou kurii, obvod Olomouc, Šternberk, Hranice atd. K roku 1907 se profesně uvádí jako slévač. Poté, co neuspěl ve volbách do Říšské rady roku 1907, kdy ho porazil sociální demokrat Jan Prokeš, se vrátil ke své původní profesi a nastoupil do slévárny jako dělník.
Zemřel 27. září 1920 v zemské nemocnici v Brně po nešťastné nehodě, při které spadl během trhání ovoce ze stromu.